# Hemaris ducalis
Hemaris ducalis är en fjärilsart som beskrevs av Otto Staudinger 1887. Hemaris ducalis ingår i släktet Hemaris och familjen svärmare, Sphingidae.  En underarter finns listad i The Global Lepidoptera Names Index (LepIndex), Natural History Museum, Hemaris ducalis lukhtanovi Eitschberger, Danner och Surholt, 1998.b